# Naturbahnrodel-Junioreneuropameisterschaft 2011
Die 31. FIL-Naturbahnrodel-Junioreneuropameisterschaft fand vom 3. bis 6. Februar 2011 in Laas in Südtirol (Italien) statt. Nach den Trainingsläufen und der Eröffnungsfeier am Freitag fielen am Samstag und Sonntag die Entscheidungen im Doppelsitzer und in den Einsitzerwettbewerben. Durchführender Verein war der A.S.C. Laas.

## Technische Daten der Naturrodelbahn
| Name                   | Rodelbahn Gafair             |
| Koordinaten            | 46° 36′ 40″ N, 10° 40′ 55″ O |
| Start                  | 1003 m s.l.m.                |
| Ziel                   | 0878 m s.l.m.                |
| Höhendifferenz         | 0125 m                       |
| Länge                  | 0850 m                       |
| Durchschnittl. Gefälle | 0014,1 %                     |
| Minimales Gefälle      | 0010 %                       |
| Maximales Gefälle      | 0024 %                       |

## Einsitzer Herren
| Platz | Name                | Zeit        |
| ----- | ------------------- | ----------- |
| 01    | Alex Gruber         | 3:05,43 min |
| 02    | Lukas Brunner       | + 0,07 s    |
| 03    | Tobias Mair         | + 2,19 s    |
| 04    | Florian Glatzl      | + 2,99 s    |
| 05    | Stanislaw Kowschik  | + 3,33 s    |
| 06    | Patrick Salcher     | + 3,41 s    |
| 07    | Martin Kerschbaumer | + 3,95 s    |
| 08    | Bernd Neurauter     | + 4,55 s    |
| 09    | Łukasz Goryl        | + 4,81 s    |
| 10    | Dominik Kirchmaier  | + 6,25 s    |

Datum: 5. Februar (1. Wertungslauf) und 6. Februar 2011 (2. und 3. Wertungslauf)
Im Einsitzerwettbewerb der Herren gingen alle drei Medaillen an das Gastgeberland Italien. Die Goldmedaille gewann Alex Gruber, nachdem er bei der Junioren-WM im Vorjahr bereits die Silbermedaille gewonnen hatte. Zweiter wurde Lukas Brunner, der die schnellste Zeit im zweiten und dritten Wertungslauf fuhr, aber aus dem ersten Durchgang bereits zu viel Rückstand auf Gruber hatte. Die Bronzemedaille ging an Tobias Mair. 29 von 30 gemeldeten Rodlern starteten und kamen ins Ziel.

## Einsitzer Damen
| Platz | Name                | Zeit        |
| ----- | ------------------- | ----------- |
| 01    | Evelin Lanthaler    | 3:07,45 min |
| 02    | Sarah Gruber        | + 01,29 s   |
| 03    | Alexandra Obrist    | + 01,56 s   |
| 04    | Carmen Planötscher  | + 01,91 s   |
| 05    | Sara Bachmann       | + 04,43 s   |
| 06    | Swetlana Scharawina | + 09,60 s   |
| 07    | Ljubow Starikowa    | + 10,78 s   |
| 08    | Wioletta Ryś        | + 11,50 s   |
| 09    | Sabrina Pimpl       | + 12,91 s   |
| 10    | Darja Malejewa      | + 14,18 s   |

Datum: 5. Februar (1. Wertungslauf) und 6. Februar 2011 (2. und 3. Wertungslauf)
Im Einsitzer der Damen gelang Italien ein Fünffachsieg. Evelin Lanthaler gewann mit Laufbestzeit in allen drei Durchgängen ihre dritte Goldmedaille bei internationalen Juniorenmeisterschaften in Folge. Platz zwei ging an Sarah Gruber, die ihre erste Medaille gewann und Rang drei an Alexandra Obrist, die schon bei der letzten Junioren-EM Dritte war und im Vorjahr bei der Juniorenweltmeisterschaft Zweite wurde. 15 von 16 gemeldeten Rodlerinnen starteten und kamen ins Ziel.

## Doppelsitzer
| Platz | Name                                        | Zeit        |
| ----- | ------------------------------------------- | ----------- |
| 1     | Maxim Zwetkow – Denis Moissejew             | 2:13,05 min |
| 2     | Christoph Regensburger – Dominik Holzknecht | + 00,50 s   |
| 3     | Stanislaw Kowschik – Ilja Tarassow          | + 00,92 s   |
| 4     | Pawel Silin – Ilja Korobow                  | + 04,15 s   |
| 5     | Łukasz Goryl – Mirosław Sojka               | + 04,84 s   |
| 6     | Bogdan Moroșan – Alexandru Vîlcan           | + 21,19 s   |
| 7     | Jusuf Kasow – Georgi Antschow               | + 21,90 s   |

Datum: 5. Februar 2011 (beide Wertungsläufe)
Mit der schnellsten Zeit im zweiten Wertungslauf gewannen die Russen Maxim Zwetkow und Denis Moissejew die Goldmedaille im Doppelsitzer vor den Österreichern Christoph Regensburger und Dominik Holzknecht, die nach dem ersten Lauf führten. Regensburger hatte bei der Junioren-EM 2009 und der Junioren-WM 2010 zusammen mit Thomas Kammerlander, der seit diesem Jahr nicht mehr in der Juniorenklasse startet, die Goldmedaille gewonnen. Für das Duo Zwetkow und Moissejew war es die erste Medaille bei internationalen Juniorenmeisterschaften, ebenso wie für ihre Landsmänner Stanislaw Kowschik und Ilja Tarassow, die Bronze gewannen. 7 von 8 gemeldeten Doppelsitzerpaaren starteten und kamen in die Wertung.

## Medaillenspiegel
| Platz | Land       | Gold | Silber | Bronze | Gesamt |
| ----- | ---------- | ---- | ------ | ------ | ------ |
| 1.    | Italien    | 2    | 2      | 2      | 6      |
| 2.    | Russland   | 1    | —      | 1      | 2      |
| 3.    | Österreich | —    | 1      | —      | 1      |